# 1981 en combiné nordique
| Années du combiné nordique : 1978 - 1979 - 1980 - 1981 - 1982 - 1983 - 1984    |
| Décennies du combiné nordique : 1950 - 1960 - 1970 - 1980 - 1990 - 2000 - 2010 |

Cette page reprend les résultats de combiné nordique de l'année 1981.

## Festival de ski d'Holmenkollen
L'épreuve de combiné de l'édition 1981 du festival de ski d'Holmenkollen fut remportée par le Finlandais Jouko Karjalainen. Il s'impose devant les Allemands de l'Est Konrad Winkler et Günther Schmieder.

## Jeux du ski de Lahti
L'épreuve de combiné des Jeux du ski de Lahti 1981 fut remportée par le coureur Ouest-Allemand Hubert Schwarz, champion du monde juniors. Le Norvégien Hallstein Bøgseth est deuxième, suivi par le Suisse Karl Lustenberger.

## Jeux du ski de Suède
L'épreuve de combiné des Jeux du ski de Suède 1981 fut remportée par le coureur polonais Stanisław Kawulok devant le Norvégien Ivar Olsen et le Polonais Jan Legierski.

## Universiade
L'Universiade d'hiver de 1981 s'est déroulée à Jaca, en Espagne. L'épreuve de combiné n'a pas été organisée.

## Coupe de la Forêt-noire
La coupe de la Forêt-noire 1981 fut remportée par le Finlandais Jorma Etelälahti.

## Championnat du monde juniors
Le Championnat du monde juniors 1981 a eu lieu à Schonach, en Allemagne de l'Ouest.
Il a couronné l'Allemand de l'Ouest Bernd Blechschmidt devant le Soviétique Sergueï Shorikov. L'Allemand de l'Ouest Thomas Müller termine troisième.

## Championnats nationaux

### Championnats d'Allemagne
En Allemagne de l'Est, l'épreuve du championnat d'Allemagne de combiné nordique 1981 fut remportée par Günter Schmieder. Uwe Dotzauer se classe deuxième tandis que Konrad Winkler est troisième.
Les résultats du championnat d'Allemagne de l'Ouest de combiné nordique 1981 manquent.

### Championnat d'Estonie
Le Championnat d'Estonie 1981 s'est déroulé à Otepää.
Il fut remporté par Fiodor Koltchine devant Tiit Heinloo, vice-champion en titre, et Kalev Aigro, le champion sortant.

### Championnat des États-Unis
Le championnat des États-Unis 1981 s'est tenu à Laconia, dans le New Hampshire. Il a été remporté par Kerry Lynch.

### Championnat de Finlande
Les résultats du championnat de Finlande 1981 sont incomplets ; le champion fut Jouko Karjalainen.

### Championnat de France
Les résultats du championnat de France 1981 sont incomplets ; comme les deux années précédentes, Éric Lazzaroni est sacré champion.

### Championnat d'Islande
Le championnat d'Islande 1981 fut remporté par Björn Þór Ólafsson ; c'est là le dernier de ses... onze titres nationaux !

### Championnat d'Italie
Le championnat d'Italie 1981 fut remporté par Giampaolo Mosele. Benito Olli est deuxième devant Paolo Aloisio.

### Championnat de Norvège
Le vainqueur du championnat de Norvège 1981 fut Hallstein Bøgseth, qui décroche enfin le titre après trois places de vice-champion. Knut Leo Abrahamsen est deuxième et Bjørn Bruvoll troisième.

### Championnat de Pologne
Le championnat de Pologne 1981 fut remporté par Stanisław Kawulok, du club Olimpia Goleszów.

### Championnat de Suède
Le championnat de Suède 1981 a distingué Gösta Liljeqvist, du club Holmens IF (sv). Le club champion fut le club du champion, le Holmens IF.

### Championnat de Suisse
Les résultats du Championnat de Suisse 1981 manquent.